# Нина Ангеловска
Нина Ангеловска (на македонска литературна норма: Нина Ангеловска) е политичка и министър на финансите на Северна Македония от 1 септември 2019 г.

## Биография
Родена е на 13 юли 1988 г. в Скопие. Завършва средно образование в гимназията „Раде Йовчевски-Корчагин“. През 2010 г. завършва с отличие Икономическия факултет на Скопския университет. По време на учението си участва в множество национални и международни състезания. Ангеловска основава първия уебсайт за групови отстъпки в Македония Групер.мк. С течение на времето сайта става лидер в своята ниша. През 2012 г. завършва магистратура е-бизнес мениджмънт в Скопския университет. От 2013 до 2016 г. работи по своята дисертация, която защитава и става доктор по организационни науки и управление. Тя е сред основателите на Асоциацията за електронна търговия през декември 2017 г. и става неин председател. От 2018 г. е член на Управителния съвет на Европейската асоциация за електронна търговия (EMOTA) и на Консултативния съвет на Фондацията за електронна търговия (Ecommerce Foundation). През 2019 г. става член на Управителния съвет на Стопанската камара на Македония. От 1 септември 2019 г. е министър на финансите на Северна Македония.